# Cardano (moneda digital)
Cardano és una cadena de blocs de codi obert, així com una plataforma per executar contractes intel·ligents. El desenvolupament del projecte està supervisat per la Fundació Cardano, creada pel matemàtic i co-creador d'Ethereum Charles Hoskinson seu a Zug, Suïssa.
Alguns consideren que el projecte Cardano és la síntesi de Bitcoin i Ethereum. És la cinquena moneda digital en termes de capitalització, a partir de 12 de gener de 2021, després de Bitcoin, Ethereum, US Dollar Tether i Ripple. La moneda interna de Cardano es diu Ada.

## Història
La plataforma va començar el seu desenvolupament el 2015 i va ser llançada el 2017 per Charles Hoskinson (en), cofundador d'Ethereum i BitShares. Segons Hoskinson, va abandonar Ethereum després d'una discussió sobre mantenir Ethereum sense ànim de lucre. Després de la seva partida, cofundar IOHK, una empresa d'enginyeria blockchain, l'activitat principal és el desenvolupament de Cardano, juntament amb la Fundació Cardano i Emurgo. La plataforma porta el nom de Girolamo Cardano i la moneda digital en honor d'Ada Lovelace.
La moneda va debutar amb una capitalització de mercat de $ 600 milions. A finals del 2017, tenia una capitalització de mercat de $ 10 mil milions i va aconseguir breument un valor de $ 33 mil milions en 2018 abans que un ajust general en el mercat de xifrat reduís el seu valor a $ 10 mil milions. Cardano afirma superar els problemes existents en el mercat de les monedes digitals: principalment que Bitcoin és massa lent i rígid, i Ethereum no és segur ni escalable. És considerada una moneda digital de tercera generació pels seus creadors.
Cardano està desenvolupat i dissenyat per un equip d'acadèmics i enginyers.

## Aspectes tècnics
Cardano utilitza la tecnologia de prova de participació anomenada Ouroboros. En comparació, Bitcoin utilitza el sistema de prova de treball; la primera entrada de la cadena de blocs i la cadena de blocs més llarga (cadena de blocs amb la major potència informàtica) s'utilitzen per determinar la cadena de blocs honesta. Cardano només fa servir la primera entrada de blockchain, després de la qual cosa la cadena honesta es prova localment sense la necessitat d'un tercer fiable.
Dins de la plataforma Cardano, Ada existeix a la capa d'assentament. Aquesta capa és similar a Bitcoin i fa un seguiment de les transaccions. La segona capa és la capa de càlcul. Aquesta capa és similar a Ethereum, cosa que permet que els contractes i aplicacions intel·ligents s'executin a la plataforma.
Cardano té la particularitat de no seguir un llibre blanc. En canvi, utilitza principis de disseny destinats a millorar els problemes que enfronten altres moneda digital: escalabilitat, interoperabilitat i compliment normatiu. Està finançat per una oferta inicial de criptomoneda.

## Mecanisme
El llenguatge de contracte intel·ligent de Cardano permet als desenvolupadors executar proves d'un extrem a un altre en el seu programa sense sortir de l'entorn de desenvolupament integrat o implementar el seu codi.
En 2017, IOHK, la companyia darrere de Cardano, va ajudar a la Universitat d'Edimburg a llançar el Laboratori de Tecnologia Blockchain. En 2019, el ministre d'Educació de Geòrgia, Mikhail Batiashvili i Charles Hoskinson van signar un memoràndum d'entesa amb la Universitat Lliure de Tbilisi per utilitzar Cardano i Atala per construir un sistema de verificació de credencials per Geòrgia.. En 2018, Cardano es va associar amb el govern etíop perquè Cardano pogués implementar la seva tecnologia en una varietat d'indústries a tot el país. IOHK va donar $ 500,000 a Ada a la Universitat de Wyoming per donar suport al desenvolupament de la tecnologia blockchain. El sabater New Balance utilitzarà una cadena de blocs de comptabilitat distribuïda per rastrejar l'autenticitat de la seva última sabatilla de bàsquet. La plataforma es construirà sobre la cadena de blocs Cardano.